# Nika Shakarami
Nika Shakarami ou Nika Shahkarami (en persan : نیکا شاکرمی ; née le 2 octobre 2005 et morte le 20 septembre 2022) est une adolescente iranienne disparue le 20 septembre 2022 à Téhéran, lors des manifestations iraniennes de 2022 démarrées à la suite de la mort de Mahsa Amini. Elle a été retrouvée morte par sa famille dix jours plus tard, décédée dans des circonstances suspectes, qui pourraient impliquer des violences policières. Après que son corps ait été identifié par sa famille, celle-ci organise son enterrement à Khorramabad, mais le corps est pris par les autorités iraniennes et enterré à la place à Veysian (en), afin d'éviter de nouvelles manifestations.

## Biographie
Nika Shakarami est née le 2 octobre 2005 dans la province du Lorestan. Peu de choses sont connues publiquement de son parcours. Elle avait de la famille à Khorramabad dans le sud-ouest de l'Iran. Shakarami vivait avec sa tante à Téhéran, à la suite de la mort de son père et travaillait dans un café,.
Shakarami a participé aux manifestations consécutives à la mort de Mahsa Amini de septembre 2022. Elle a disparu après avoir manifesté sur le boulevard Keshavarz à Téhéran le 20 septembre,. Selon sa famille, sa dernière communication connue est un message envoyé à l'un de ses amis, dans lequel elle affirme être poursuivie par les forces de sécurité,,. Apparemment, elle avait été séparée de ses amis alors que les manifestations devenaient de plus en plus importantes. Dans la nuit du 20 septembre, les comptes Telegram et Instagram de Shakarami ont été supprimés et son téléphone a été éteint.
N'ayant pas eu de ses nouvelles, la famille de Shakarami a commencé à fouiller les postes de police et les hôpitaux. Ils ont également publié des photos d'elle sur les réseaux sociaux dans l'espoir que quelqu'un la reconnaisse. Dix jours plus tard, ils ont été informés qu'un corps présentant des caractéristiques similaires avait été découvert lors d'une enquête médico-légale sur des manifestants morts,. Ils ont finalement retrouvé son corps à la morgue de Kahrizak située dans un centre de détention local,,. Les membres de la famille de Shakarami n'ont pas été autorisés à voir le corps, seulement à regarder son visage pendant quelques secondes à des fins d'identification,,. Les autorités les auraient informées qu'elle était morte en tombant d'une grande hauteur,. Une photographie de son corps sans vie sur un trottoir leur a été montré pour le démontrer, mais cette photo leur a semblé suspecte,. La tante de Shakarami a affirmé dans une interview que le nez de Shakarami avait été complètement détruit et que son crâne avait été cassé et désintégré par de multiples coups d'un objet dur, comparable à une matraque ou un bâton,,,. Elle affirme qu'on aurait dit à la famille que Nika Shakrami avait été capturée, détenue et interrogée par le Corps des Gardiens de la révolution islamique pendant une semaine, et qu'elle avait ensuite été détenue pendant une courte période à la prison d'Evin,. La prison d'Evin est souvent accusée de viol et de torture de prisonniers.
Fin avril 2024, la BBC publie un reportage selon lequel Nika Shakarami a été tuée à l'arrière d'une voiture par des Gardiens de la révolution,.
La famille a transporté le corps de Shakarami à Khorramabad pour son inhumation, afin d'organiser la cérémonie le 2 octobre, qui aurait été son dix-septième anniversaire. La famille affirme cependant que les forces de sécurité ont fait pression sur eux pour qu'ils ne fasse pas de cérémonie funéraire et l'enterrent plutôt en secret. La tante de Shakarami s'est opposée à cela, et a invité sur Twitter toute personne intéressée à se joindre à la célébration du « dernier anniversaire » de Shakarami La tante de Shakarami a ensuite été arrêtée à son domicile le 2 octobre et d'autres membres de la famille ont été menacés s'ils participaient aux manifestations,. Le reste de sa famille a été contraint de ne pas organiser de cérémonie funéraire publique. La famille de Shakarami affirme que les autorités ont ensuite pris le corps de Shakarami et l'ont enterrée à Veysian, à environ 40 kilomètres,, afin d'empêcher que sa tombe ne devienne un lieu de manifestations.

## Réactions
Des centaines de manifestants se sont rassemblés au cimetière de Khorramabad, le jour où devait se tenir les funérailles de Shakarami, à la suite de la reprise de son corps par les autorités,,,. Des militants ont accusé le gouvernement iranien d'avoir abusé, torturé et tué Shakarami,. La nouvelle de sa mort a conduit des lycéennes à se joindre en grand nombre aux manifestations antigouvernementales le 4 octobre.
La mort de Shakarami et la reprise de son corps par les autorités ont été largement rapporté dans les médias internationaux et les réseaux sociaux,,. Sa photo et son nom ont été diffusés et son nom est devenu un hashtag utilisé par le mouvement des droits des femmes.
La correspondante de la BBC, Nafiseh Kohnavard a publié sur Twitter une vidéo de Shakarami devant virale, où celle-ci est debout sur une scène, chantant et riant.
Les autorités iraniennes ont ouvert leur propre enquête sur la mort de Shakarami. Dariush Shahoonvand, le procureur de la province du Lorestan, a nié l'implication des autorités iraniennes dans sa mort et a affirmé que Shakarami avait été enterrée dans son village.
L'oncle de Shakarami, dans une interview avec le journal Hamshahri, s'est aligné aux positions gouvernementales en déplorant la mort brutale et suspecte de Shakarami, mais en exprimant des doutes quant à la responsabilité des autorités, blâmant plutôt la radicalisation des médias sociaux et suggérant qu'elle aurait été tuée par des manifestants du Lorestan. Alors que la tante de Shakarami, a fortement imputé sa mort aux autorités.